# Lifetime Entertainment
 Lifetime Entertainment ou Lifetime Entertainment Services est une société américaine de l'industrie des loisirs, dédiée à la programmation de divertissement et d'information desservant plus de 88 millions de foyers à travers les États-Unis. Elle est aussi connue pour « préconiser une série de sujets que les femmes jugent pertinents ».
Lifetime Entertainment Services était une coentreprise de The Walt Disney Company (50 %) et Hearst Corporation (50 %), sociétés aussi associées dans ESPN. Depuis août 2009, A&E Television Networks a racheté Lifetime. A&E était une coentreprise entre Hearst Corporation (43,75 %), ABC (43,75 %) et NBC (12,5 %) jusqu'en 2012 quand NBC a revendu ses parts. Lifetime Entertainment est donc une filiale d'une coentreprise de Disney et Hearst.

## Historique
En janvier 1981, ABC et Hearst Corporation forme une coentreprise nommée Hearst/ABC Video Services (HAVS) pour fournir des programmes au Alpha Repertory Television Service (future A&E Television Networks) et lance BETA, une chaîne câblée à destination du public féminin. En mars 1982, HAVS lance à la place de BETA, la chaîne Daytime.
En juin 1982, Viacom lance la chaîne câblée Cable Health Network diffusant en continu des programmes sur la santé, le fitness, la science et la médecine. Elle est renommée Lifetime Medical Television en novembre 1983. Le 15 juin 1983, ABC, Hearst et Viacom décident de fusionner Hearst/ABC Video Services et Cable Health Network.
La nouvelle entité nommée Lifetime Television Network est créée le 1er février 1984 à la suite de la fusion des chaînes Daytime et Cable Health Network (CHN). La société engage 25 millions d'USD pour produire des émissions principalement des talk-shows mais qui n'attire pas le public escompté. Le 5 septembre 1985, ABC fusionne avec Capital Cities et se rebaptise Capital Cities/ABC. Fin 1985, Lifetime annonce une dette de 16 millions d'USD qui grimpe à 36 millions d'USD en 1986 malgré l'annulation des talk-shows.
En 1987, Lifetime modifie sa programmation pour viser les femmes et propose des rediffusions d'émissions en syndication ou arrêtées.
Le 30 mars 1994, Viacom revend pour 317,6 millions d'USD sa participation à Hearst Corporation et Capital Cities Communications afin de faire valider sa fusion avec Paramount Pictures. Le 8 avril 1994, Lifetime annonce l'agrandissement des Lifetime Astoria Studios avec un espace de 3 500 pieds carrés (325 m2).
En 1995, Lifetime Television Network est déclaré « Television for Women ». En 1996, Lifteime lance le site internet associé à sa chaîne Lifetimetv.com
En 1996, Capital Cities est racheté par The Walt Disney Company et devient le détenteur de 50 % du capital.
En juin 1998, Lifetime lance une seconde chaîne câblée, Lifetime Movie Network.
En 1999, Lifefime commence la production d'émissions en interne.
Le 13 septembre 2000, Lifetime achète 4,6 % de la société éditant le site internet Women.com.
Le 11 avril 2001, Lifetime annonce la création d'une troisième chaîne nommée Lifetime Real Women.
En avril 2003, Lifetime lance un magazine papier.
Le 19 avril 2004, Lifetime et Warner Home Video signent un accord de distribution en vidéo des films produits par Lifetime. En septembre 2004, la publication du Lifetime magazine est arrêtée.
Le 27 août 2009, A&E Television Networks annonce l'achat de Lifetime Entertainment, NBC ayant 15 ans pour augmenter sa participation ou revendre ses parts,. Comme Disney et Hearst détenaient 50 % chacun de Lifetime, leurs participations dans A&E passe à 43,75 % chacun tandis que la participation de NBC à A&E tombe à 12 %, sous la barre des 15 % d'une participation stratégique.
Le 5 mai 2012, Comcast, actionnaire majoritaire de NBCUniversal, annonce exercer son option pour revendre sa partition dans A&E, laissant Disney et Hearst actionnaires paritaires à 50 %. Le 6 juillet 2012, Comcast annonce être proche d'un accord pour vendre sa part dans A&E Television Networks évaluée à 3 milliards d'USD.

### Directeurs
Les présidents et directeurs exécutifs de Lifetime ont été :
- Thomas F. Burchill : 1984 à février 1993
- Douglas W. McCormick : février 1993 - 1999
- Carole Black : 1999 - 2005
- Betty Cohen : 2005 - avril 2007
- Andrea Wong : depuis April 2007.

## Organisation
La société a créé :
- Trois chaînes de télévision
  - Lifetime Television (lancée en 1984)
  - Lifetime Movies (lancée en 1998)
  - Lifetime Real Women (lancée en 2001)
- Deux extensions :
  - Lifetime Radio for Women (une radio)
  - Lifetime Press (des magazines)
- Un site internet, LifetimeTV.com